# WWC World Tag Team Championship
El Campeonato Mundial en Parejas de la WWC (WWC World Tag Team Championship por su nombre original en inglés) es un campeonato de lucha libre profesional, perteneciente a la promoción WWC de Puerto Rico. El campeonato fue creado en febrero de 1977, y es defendido por dúos de luchadores. El primer campeón fue The Fabulous Kangaroos, The Funk Brothers tienen el récord de días con el título con 860 días. Por otra parte, Thunder and Lightning tienen el récord de reinados con 26.

## Campeón actual
Los campeones actuales son La Revolución, quienes se encuentran en su segundo reinado al derrotar a El Hijo de Ray González y Mike Mendoza el 5 de septiembre de 2015.

## Lista de campeones
| Luchador                                        | N.º | Fecha                 | Días | Show o evento | Notas                         |
| ----------------------------------------------- | --- | --------------------- | ---- | ------------- | ----------------------------- |
| The Fabulous Kangaroos (Al Costello & Don Kent) | 1   | 26 de febrero de 1977 | 426  |               | Ver listaFueron galardonados. |